# Herb powiatu krośnieńskiego (województwo podkarpackie)
Herb powiatu krośnieńskiego – jeden z symboli powiatu krośnieńskiego, ustanowiony 27 lutego 2001.

## Wygląd i symbolika
Herb przedstawia na tarczy dwudzielnej w słup w polu prawym czerwonym dwudzielnym w pas w polu górnym pół złotego lwa i pół złotego orła złączone grzbietami pod wspólną koroną (herb Krosna), w polu dolnym srebrno-złotą lampę z płomieniem, natomiast w polu lewym błękitnym srebrny krzyż złożony z krat.